# Feliceto
Feliceto (en cors U Felicetu) és un municipi francès, situat a la regió de Còrsega, al departament d'Alta Còrsega. L'any 2005 tenia 197 habitants. és situat a la comarca corsa de la Balagna

## Demografia
| 1962 | 1968 | 1975 | 1982 | 1990 | 1999 | 2005 |
| ---- | ---- | ---- | ---- | ---- | ---- | ---- |
| 156  | 181  | 160  | 145  | 145  | 162  | 197  |

## Administració
| Període | Identitat        | Partit | Qualitat |  |
| ------- | ---------------- | ------ | -------- |  |
| 2008-   | Gérard Francisci |        |          |  |